# لانگه‌زواخ
لنگزواگ (به هلندی: Langezwaag) یک منطقهٔ مسکونی در هلند است که در اپسترلاند واقع شده‌است. لنگزواگ ۱٬۳۶۵ نفر جمعیت دارد.